# 太田昭和
太田昭和（おおたしょうわ、1929年5月12日 - ）は、日本の映画監督・演出家・脚本家。

## 来歴
1929年福岡県に生まれる。京都大学に入学後、映画部に所属する。同部員の同僚に映画監督となった土井茂と松尾昭典がいた。1954年京都大学を卒業後、大映京都撮影所に入社。監督のみならず演出・企画・脚本など多方面の仕事をこなした。時代劇の撮影現場に幅広く精通しているからこそ、通り一遍で撮影されがちな作品群に苦言を呈している。

## 監督作品

### 大映京都撮影所在籍時代
- 大殺陣 雄呂血（1966年）(助監督)
- 新座頭市・破れ！唐人剣 (助監督) 1971年1月13日
- 秘録長崎おんな牢 1971年5月26日
- 穴場あらし 1971年10月16日
- 蜘蛛の湯女 1971年11月20日

### フリー時代
- てんびんの詩第三部激動編（1989年）

### テレビ番組
- 女三四郎（1971年、東京12チャンネル）
- 木枯し紋次郎（1972年、フジテレビ）
- 新諸国物語　笛吹童子（1972年、TBS）
- 狼・無頼控（1973年-1974年、MBS）
- 唖侍鬼一法眼（1973年、日本テレビ）
- おしどり右京捕物車（1974年、ABC）
- 痛快!河内山宗俊（1975年、フジテレビ）
- 江戸の旋風（1975年、フジテレビ）
- 隠し目付参上（1976年、MBS）
- 新・座頭市（1976年、フジテレビ）
- 伝七捕物帳（1979年、テレビ朝日）
- 西遊記II（1979年、日本テレビ）
- 影の軍団（1980年、関西テレビ）
- 風雲江戸城 怒涛の将軍徳川家光（1987年、テレビ東京）
- 鬼平犯科帳（1989年、フジテレビ）

## 脚本
- 座頭市千両首 1964年3月14日
- 蜘蛛の湯女 1971年11月20日
- 『ミラーマン』第24話「カプセル冷凍怪獣コールドンに挑戦せよ!」